# Cryptopygus oeensis
Cryptopygus oeensis är en urinsektsart som först beskrevs av Caroli 1914.  Cryptopygus oeensis ingår i släktet Cryptopygus och familjen Isotomidae. Inga underarter finns listade i Catalogue of Life.